# Creatonotos defasciata
Creatonotos defasciata là một loài bướm đêm thuộc phân họ Arctiinae, họ Erebidae.